# Coccidohystrix samui
Coccidohystrix samui är en insektsart som beskrevs av Kozar och Konczne Benedicty 1997. Coccidohystrix samui ingår i släktet Coccidohystrix och familjen ullsköldlöss.
Artens utbredningsområde är Ungern. Inga underarter finns listade i Catalogue of Life.